# Uroginecologia
A uroginecologia é uma subespecialidade da saúde, abrangente, que procura relacionar o trato uroginecológico e suas estruturas adjacentes, incluindo o útero, a vagina e o reto. Seu objetivo é diagnosticar, prevenir e tratar enfermidades como cistite, incontinência urinária, entre outros.